# Telefonist

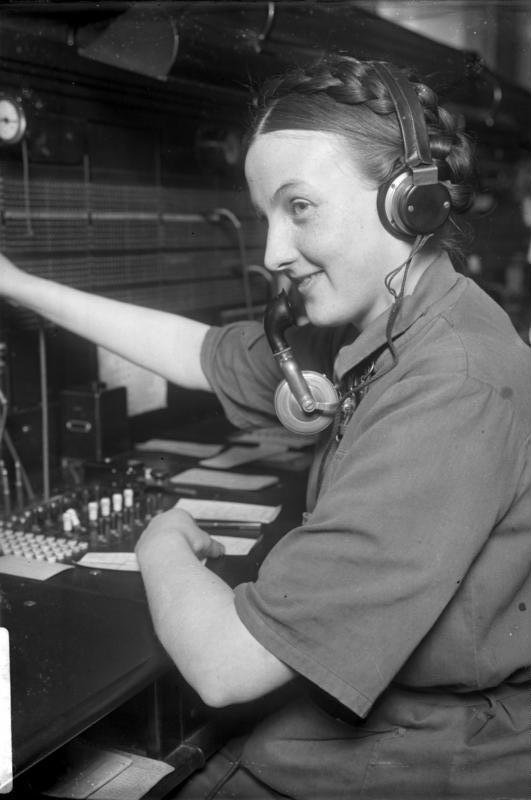
Telefonistin bei ihrer Arbeit (1930)

Ein Telefonist beziehungsweise eine Telefonistin (auch Telefonoperator genannt) arbeitete im Fernsprechverkehr und hatte die Aufgabe Telefongespräche anzunehmen und an die gewünschten Teilnehmer zu vermitteln. Die Tätigkeit wurde überwiegend von Frauen ausgeübt und galt daher als sogenannter Frauenberuf.

## Geschichte

Amerikanische Telefonistin auf einer Fotografie von 1911("A Telephone Operator", Library of Congress)

In früheren Telefonzentralen musste die Verbindung eines Anrufers mit dem gewünschten Gesprächspartner manuell hergestellt („vermittelt“) werden. Im öffentlichen Telefonnetz der Postverwaltung geschah dies in eigenen Ämtern meist durch weibliche Telefonistinnen, die daher auch „Fräulein vom Amt“ genannt wurden. Im Laufe des 20. Jahrhunderts wurde die Handvermittlung fast überall durch die Direktwahl der Telefonnummer im Selbstwählverkehr ersetzt.
Die Entwicklung des Telefonwesens war um 1900 sehr dynamisch, so hatte das öffentliche Fernsprechnetz in Berlin, im Jahr seiner Eröffnung (1881) lediglich 94 Teilnehmer. Nur 12 Jahre später waren dagegen schon 20.949 Haushalte angeschlossen – deutlich mehr als in New York (9.066 Anschlüsse) oder London, wo es Ende 1893 lediglich 6.700 Telefonanschlüsse gab. Schnell und erfolgreich eine Telefonverbindung herzustellen war jedoch nicht einfach, so dass die Nutzer der technischen Neuerung lange Wartezeiten, Störungen in der Leitung und Pannen bei der Vermittlung in Kauf nehmen mussten, da die Verbindung zwischen den Gesprächspartnern noch manuell aufgebaut („gestöpselt“) werden musste.
Bei größeren Unternehmen und Behörden werden Telefonisten für die richtige Zuordnung der Anrufe eingesetzt. Damit beschränkt sich ihre Aufgabe inzwischen auf das Vermitteln von Anrufern, die die Durchwahl nicht kennen. Telefonanlagen unterstützen die Anzeige der freien und besetzten Nebenstellen durch Kontrolllampen oder am PC; vermehrt übernehmen Sprachdialogsysteme diese Aufgabe, Telefonanlagen werden seit den 2010er Jahren durch virtuelle Telefonanlagen und IP-Telefonie ersetzt.
In Notrufzentralen und anderen Leitstellen werden Telefonisten auch als Disponenten bezeichnet. Eine der selten werdenden Aufgabe von Operatoren ist die Annahme von Nachrichten eines Anrufers und deren Übermittlung in Textform, beispielsweise in ein Funkrufnetz wie Cityruf. Ebenfalls wurden Telefonisten, bis zur Einstellung des Telegrammdienstes, zur Aufnahme von Telegrammen eingesetzt.

## Telefonistinnen in Deutschland
Ab 1889 wurden von der Deutschen Reichspost in Deutschland verstärkt unverheiratete Frauen im Telefondienst eingesetzt, weswegen sich im Volksmund die Bezeichnung "Fräulein vom Amt" durchsetzte. Wie die Erfahrungen in den USA ab 1878 zeigten, waren Frauen im Allgemeinen höflicher zu den Kunden und konnten deutlich schlechter bezahlt werden. Die Aufgabe der Telefonistinnen war die Vermittlung eines Gesprächs vom anrufenden Teilnehmer zu einem angerufenen Teilnehmer. Zu jedem Teilnehmer gehörte eine eigene Anschlussbuchse auf dem Klappenschrank. Der Standardsatz der Telefonistin gegenüber dem Angerufenen lautete „Hier kommt ein Gespräch für Sie“, und die Verbindung zum Gesprächspartner wurde hergestellt.
Für diesen Beruf waren eine gute Schulbildung, beste Umgangsformen und, wenn möglich, Fremdsprachenkenntnisse erforderlich. Für die Aufnahme wurden lediglich einige Einstellungstests durchgeführt. Die Damen mussten jung, ledig und aus gutem Hause sein. Die Ausbildung bzw. die Anlernzeit finanzierte die Post. Das Gehalt war ähnlich wie beispielsweise das der Sekretärin. Das Gehalt ermöglichte Frauen eine gewisse Unabhängigkeit, denn es reichte aus, um eine unverheiratete Frau zu versorgen.
Um die Jahrhundertwende erfreute sich dieser Beruf großer Beliebtheit. Knapp 4000 „Fräulein vom Amt“ gab es 1897. Zehn Jahre später waren es schon 16.000. 1912 wurde der Verband der Deutschen Reichs-Post- und Telegrafenbeamtinnen gegründet, der bis 1933 Bestand hatte.
Mit der Entwicklung der elektromechanischen Vermittlungstechnik, bei der elektromechanische Wähler wie der Hebdrehwähler die Verbindungen aufbauten, wurden die Telefonistinnen nach und nach durch Maschinen ersetzt: 1908 wurde in Hildesheim die erste automatische Ortsvermittlungsstelle in Deutschland in Betrieb genommen. Doch erst 1966 waren alle Ortsnetze auf dem Gebiet der Bundesrepublik, 1987 in der DDR, automatisiert. Auch die Vermittlung der Gespräche in den ersten Mobilfunknetzen wie dem A-Netz war auf Handbetrieb aufgebaut. Bis heute wird als Zusatzleistung der Telefonauskunft eine kommerzielle Handvermittlung von Gesprächen angeboten.

## Bildgalerie: Handvermittlung im Laufe der Jahre

Fernsprechamt in Stettin 1892
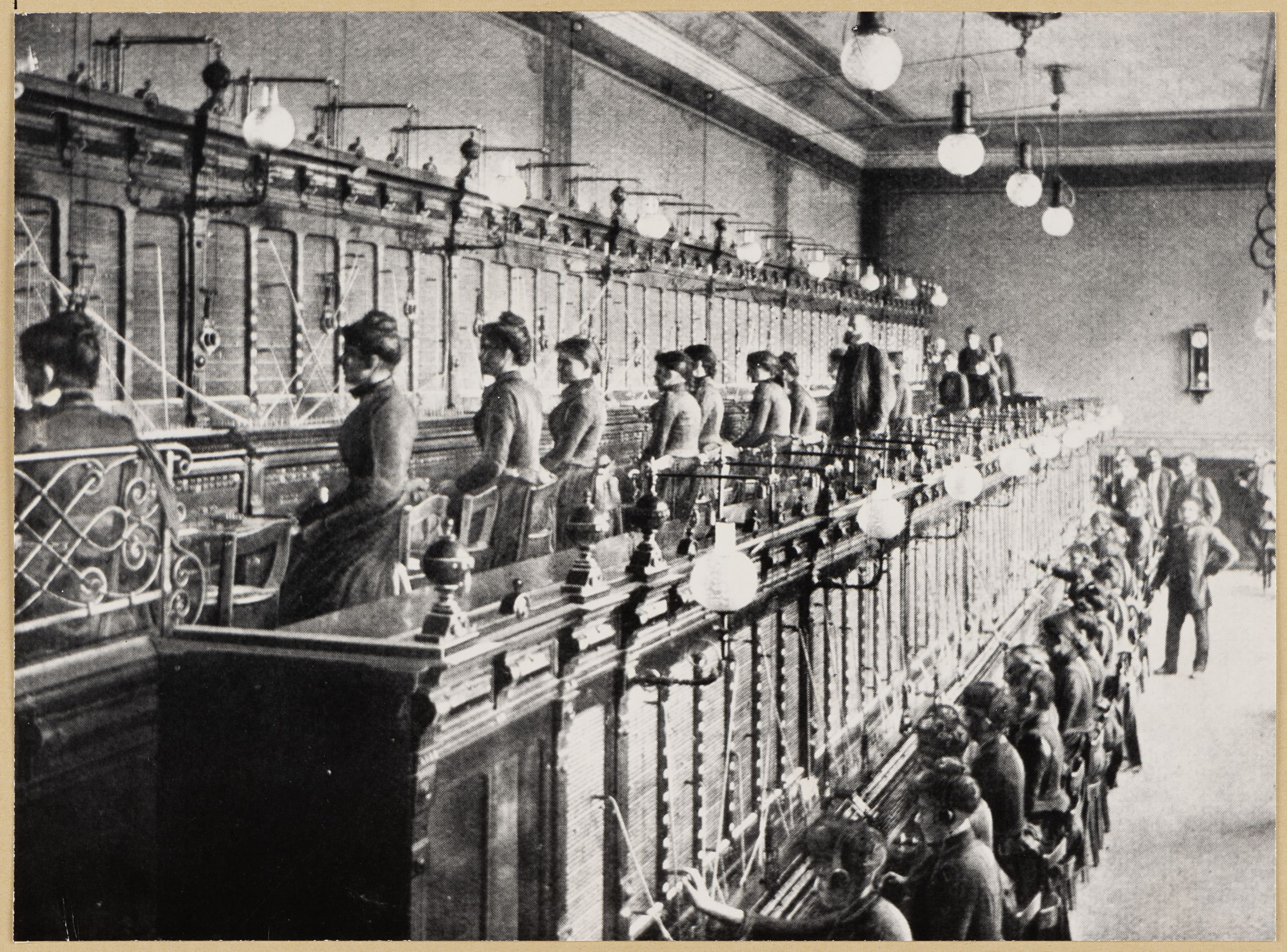
Telefonzentrale mit Klappenschränken 19. Jahrhundert
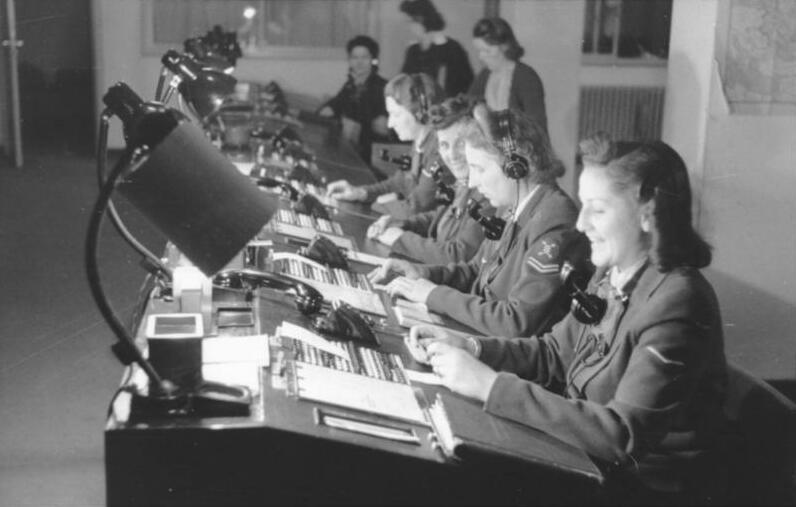
Frankreich, Nachrichtenhelferinnen an Vermittlungspult / Telefonanlage (1944)
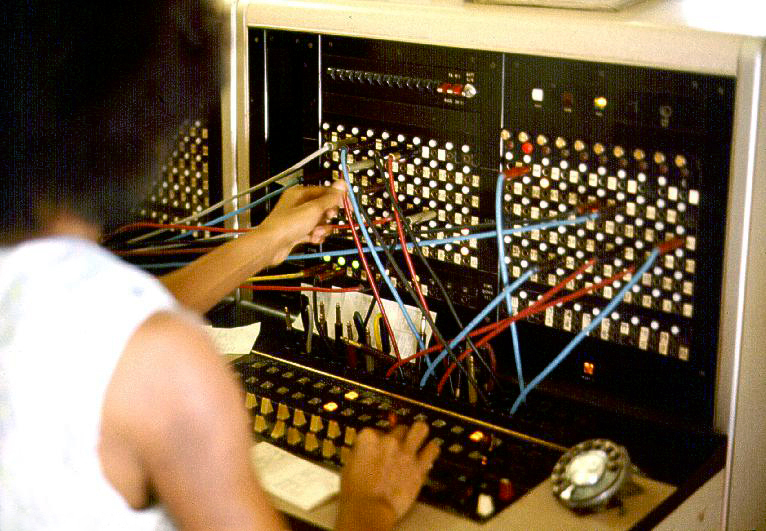
Steckfeld einer Telefonzentrale, 1975

## Ähnliche Berufe oder Tätigkeiten
Überschneidungen mit heutigen Berufsbildern gibt es bei Callcenteragenten (Telefonagenten) und in den Ausbildungsberufen Servicefachkraft für Dialogmarketing und Kaufmann für Dialogmarketing.
Mitarbeiter von Servicediensten wie der Telefonseelsorge oder dem Heimwegtelefon verrichten Telefondienst mit unterschiedlicher Ausbildung.